# Prinsbisdom Würzburg
Het prinsbisdom Würzburg was een tot de Frankische Kreits behorend sticht binnen het Heilige Roomse Rijk. Centrum was de stad Würzburg; het bisdom Würzburg is een nog bestaand bisdom.

## Geschiedenis

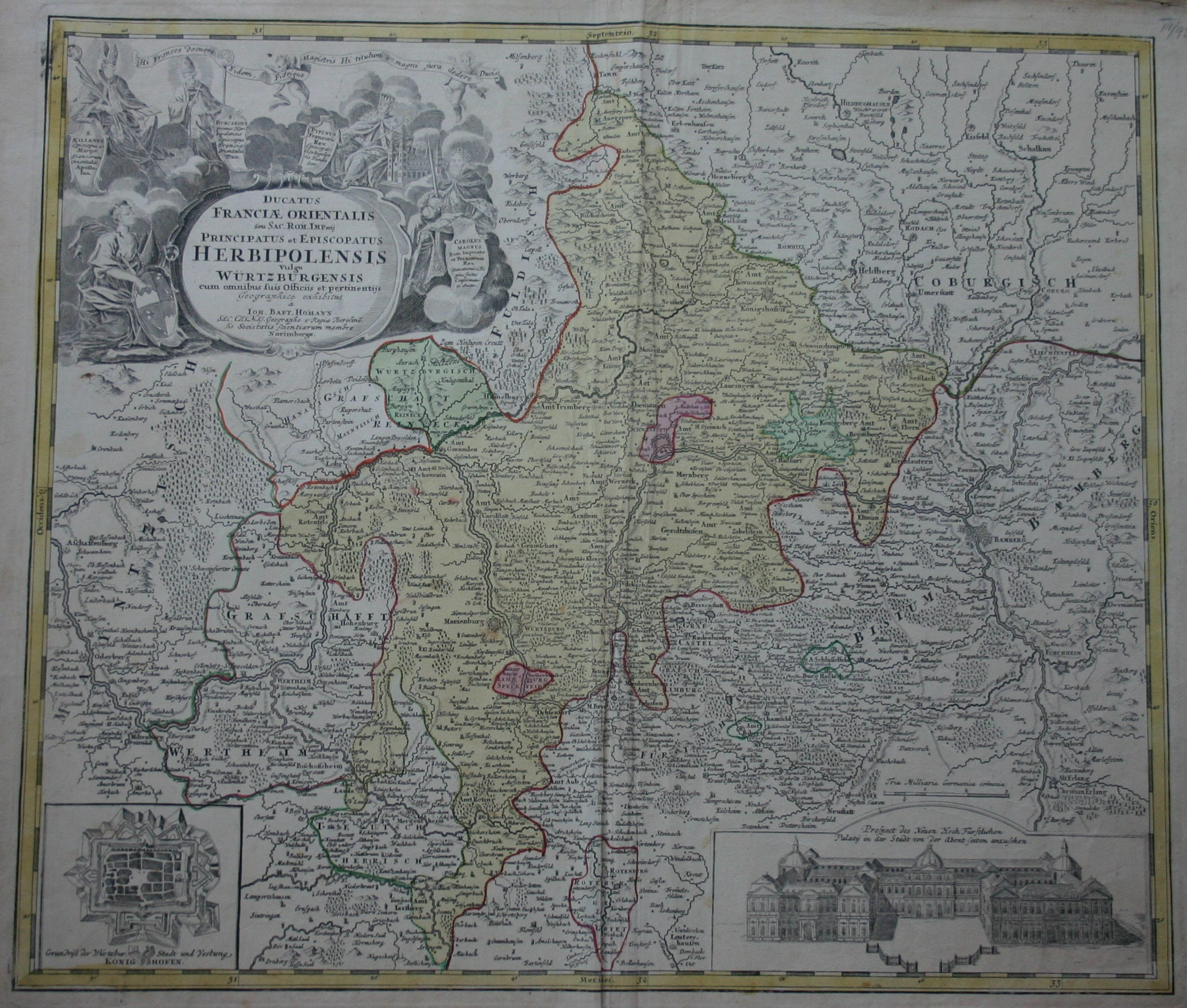
Kaart van het prinsbisdom door Johann Baptist Homann, omstreeks 1700

Bonifatius stichtte in 741/2 een tot de kerkprovincie Mainz behorend bisdom voor Oost-Franken. De basis van het bezit waren rijke schenkingen van Karelman en Pepijn. In 752 werd de immuniteit verworven. In 1168 bevestigde keizer Frederik I Barbarossa het hertogelijke gezag van de bisschop in Franken. De opbouw van het prinsbisdom ging gepaard met veel strijd met de graven van Henneberg, die voogden van het bisdom waren. 
Tijdens de Dertigjarige Oorlog werden de prinsbisdommen Würzburg en Bamberg door de Zweden verenigd tot een hertogdom Franken ten gunste van hertog Bernhard van Saksen-Weimar. Dit was echter van korte duur: in 1634 werden de prinsbisdommen weer verzelfstandigd.
Van 1641 tot 1794 waren de graven van Hatzfeld met de amben Haltenbergstetten en Laudenbach beleend. Na het uitsterven van de landgraven van Leuchtenberg in 1645 werd het ambt Grünsfeld verworven. Van het keurvorstdendom Mainz werd in 1655 het ambt Neubrunn gekocht. In 1656 werd het ambt Hardheim verworven in een ruil met Mainz.
In 1656 werden de rechten op Kitzingen van het bisdom Bamberg verworven en in 1671 het ambt Schönrain gekocht van het graafschap Isenburg-Büdingen. Van Crailsheim werd in 1673 het ambt Braunsbach verworven en een vergelijk met Pruisen leverde in 1708 een deel van Neunkirchen.

### Het einde van het prinsbisdom
Op 29 november 1802 vestigt het keurvorstendom Beieren zijn bestuur in Würzburg. De Reichsdeputationshauptschluss van 25 februari 1803 maakte ook volgens het rijksrecht een eind aan het prinsbisdom.
- In paragraaf 2 werd het hoofddeel met de abdij Ebrach aan het keurvorstendom Beieren toegewezen.
- In paragraaf 14 werden aan het vorstendom Löwenstein-Wertheim toegewezen: de ambten Rothenfels en Homburg, de districten Widdern en Talheim, de abdijen Bronnbach, Neustadt en Holzkirchen en de rechten die het bisdom had in het Graafschap Wertheim. Dit met de verplichting het ambt Homburg en de abdij Holzkirchen aan Beieren af te staan tegen een eeuwigdurende rente. (Dit laatste gebeurde bij het verdrag van 19 december 1803)
- In paragraaf 14 werden aan het graafschap Löwenstein-Wertheim toegewezen: het ambt Freudenberg, het kartuizer klooster Grünau, het klooster Triefenstein en de dorpen Mondfeld, Rauenberg, Wessental en Trennfeld.
- In paragraaf 18 werd aan het vorstendom Hohenlohe-Bartenstein toegewezen: de ambten Haltenbergstetten, Laudenbach, Jagstberg en Braunsbach en het aandeel in het dorp Neunkirchen.
- In paragraaf 19 werd aan het vorstendom Hohenlohe-Neuenstein toegewezen: het aandeel in het dorp Künzelsau.
- In paragraaf 20 werd aan het  vorstendom Leiningen toegewezen: de ambten Grünsfeld, Lauda, Hardheim en Rippberg.
- In paragraaf 25 werd aan het keurvorstendom van de aartskanselier toegewezen: het ambt Aura im Sinngrund.

Op 30 juni 1803 werd het Hauptlandesvergleich met Pruisen gesloten, waarbij grenscorrecties plaatsvonden. Het ambt Markt Bibart, de onderdanen te Hüttenheim en het district Iphofen werden afgestaan aan het Pruisische vorstendom Bayreuth. Op 19 december 1805 annexeerde Beieren de gebieden van de rijksridderschap die als enclaves binnen het vorstendom lagen. 
In artikel 11 van de Vrede van Presburg van 26 december 1805 verplichtte Frankrijk zich om Beieren zijn aandeel in Würzburg af te laten staan aan Ferdinand van Toscane als een nieuw keurvorstendom. Ferdinand kreeg Würzburg als compensatie voor het verlies van het keurvorstendom Salzburg, dat verdeeld werd onder Oostenrijk en Beieren.
Op 1 februari 1806 volgde de aftocht van Beierse bestuur. Beieren trok zich echter alleen terug uit het gebied dat oorspronkelijk deel uitmaakte van het prinsbisdom, maar handhaafde zijn bestuur in de voormalige rijksstad Schweinfurt, de voormalige rijksdorpen Sennfeld en Gochsheim, de abdij Ebrach, de gebieden van de Duitse Orde en de Rijksridderschap. De nieuwe keurvorst hield op 1 mei 1806 zijn intocht in de hoofdstad. Na 1806 ging het gebied op in het groothertogdom Würzburg

## Regenten
- 741- 753: Burkhard I (de heilige)
- 753- 785: Megingoz
- 785- 800: Bernwulf
- 801- 804: Ludrich
- 804- 810: Agilward
- 810- 832: Wolfgar
- 832- 842: Humbert
- 842- 855: Godwalt
- 855- 892: Arno
- 892- 908: Rudolf I
- 908- 931: Theodo
- 931- 941: Burkhard II (928-932: abt van Hersfeld)
- 941- 961: Poppo I
- 961- 984: Poppo II von Babenberg
- 984- 990: Hugo
- 990- 995: Bernward van Rothenburg
- 995-1018: Hendrik I van Rothenburg
- 1018-1034: Meinhard I van Rothenburg
- 1034-1045: Bruno van Karinthië
- 1045-1085: Adalbero van Lambach-Wels
- 1085-1088: Meinhard II van Rothenburg
- 1088-1104: Eginhard/Emehard van Rothenburg
- 1104-1106: Rudbrecht
- 1106-1121: Erlung
- 1122-1125: Rudgar
- 1122-1125: Gebhard I
- 1125-1146: Emich/Embrico van Leiningen
- 1147-1150: Siegfried van Querfurt
- 1150-1159: Gebhard II van Henneberg
- 1159-1165: Hendrik III van Leiningen
- 1165-1171: Herhold van Heckheim
- 1171-1184: Reinhard/Reginhard van Abendsberg
- 1184-1190: Gotfried I van Spitzenberg
- 1190-1197: Hendrik III van Berg
- 1197-1198: Gotfried II van Hohenlohe
- 1198-1202: Koenraad I van Querfurt (1183-1184: bisschop van Lübeck; 1194-1198: bisschop van Hildesheim)
- 1202-1207: Hendrik IV van Käss
- 1207-1223: Otto I van Lobdeburg
- 1223-1225: Diederik I van Homburg
- 1225-1254: Herman I van Lobdebrug
- 1254-1265: Iring van Hohenberg/Rheinstein
- 1265-1266: vakant
- 1266-1267: Koenraad II van Trimberg
- 1266-1274: Berthold van Henneberg (intrus)
- 1267-1287: Berthold van Sternberg
- 1287-1303: Mangold van Neuenburg
- 1303-1314: Andreas van Gundelfingen
- 1314-1322: Gotfried III van Hohenlohe
- 1322-1333: Wolfram van Grumbach
- 1333-1335: Herman van Lichtenberg
- 1333-1345: Otto II van Wolfskehl
- 1345-1349: Albrecht I van Hohenberg (1349-1359: bisschop van Freising)
- 1345-1372: Albrecht II van Hohenlohe
- 1372-1400: Gerhard I van Schwarzburg
- 1400-1411: Johan I van Egloffstein
- 1412-1440: Johan II van Brun
- 1440-1443: Sigismund van Saksen
- 1442-1455: Gotfried IV Schenk van Limpurg
- 1455-1466: Johann II van Grumbach
- 1466-1495: Rudolf II van Scherenberg
- 1495-1519: Laurens van Bibra
- 1519-1540: Koenraad III van Thüngen
- 1540-1544: Koenraad IV van Bibra
- 1544-1558: Melchior Zobel van Giebelstadt
- 1558-1573: Frederik van Wirsberg
- 1573-1617: Julius Echter van Mespelbrunn
- 1617-1622: Johan Gotfried I van Aschhausen (1609-1622: bisschop van Bamberg)
- 1623-1631: Philips Adolf van Ehrenberg
- 1631-1642: Frans van Hatzfeld (1633-1642: bisschop van Bamberg)
- 1642-1673: Johan Philips I van Schönborn
- 1673-1675: Johan Hartman van Rosenbach
- 1675-1683: Peter Philips van Dernbach (1672-1683: bisschop van Bamberg)
- 1683-1684: Koenraad Willem van Wernau (Wertenau)
- 1698-1698: Johan Gotfried II van Guttenberg
- 1699-1719: Johan Philips II Greiffenklau van Vollraths
- 1719-1724: Johan Philips Frans van Schönborn
- 1724-1729: Christof Frans van Hutten
- 1729-1746: Frederik Karel van Schönborn
- 1746-1749: Anselm Frans van Ingelheim
- 1749-1754: Karel Philips Greiffenklau van Vollraths
- 1755-1779: Adam Frederik van Seinsheim (1757-1779: bisschop van Bamberg)
- 1779-1795: Frans Lodewijk van Erthal (1779-1795: bisschop van Bamberg)
- 1795-1803: Georg Karel van Fechenbach